# Handball-Oberliga Baden-Württemberg der Männer 2003/04
Die Handball-Oberliga Baden-Württemberg 2003/04 wurde unter dem Dach der Handballverbände Baden, Südbaden und  Württemberg organisiert und ist die höchste Spielklasse des Verbundes. Die Oberliga – BW  ist nach der Bundesliga, der 2. Bundesliga und der Regionalliga eine der vierthöchsten Spielklassen im deutschen Handball.

## Saisonverlauf
Die Handball-Oberliga Baden-Württemberg 2003/04 war die vierte Ausspielung dieser Handballliga.

### Modus
Sechzehn Mannschaften spielten eine Vor- und Rückrunde. Nach Abschluss der daraus resultierenden Spieltage sind der Meister und Vizemeister in die Regionalliga Süd aufgestiegen. Vier Mannschaften mussten in die vom Badischen-, Südbadischen- und Württembergischen-Handballverband organisierten Ligen absteigen.

## Teilnehmer
Nicht mehr dabei waren die Auf- und Absteiger der Vorsaison. Neu hinzukamen die Absteiger (A) der Regionalliga Süd und die Aufsteiger (N) aus den Verbandsligen.

Handballverband Baden

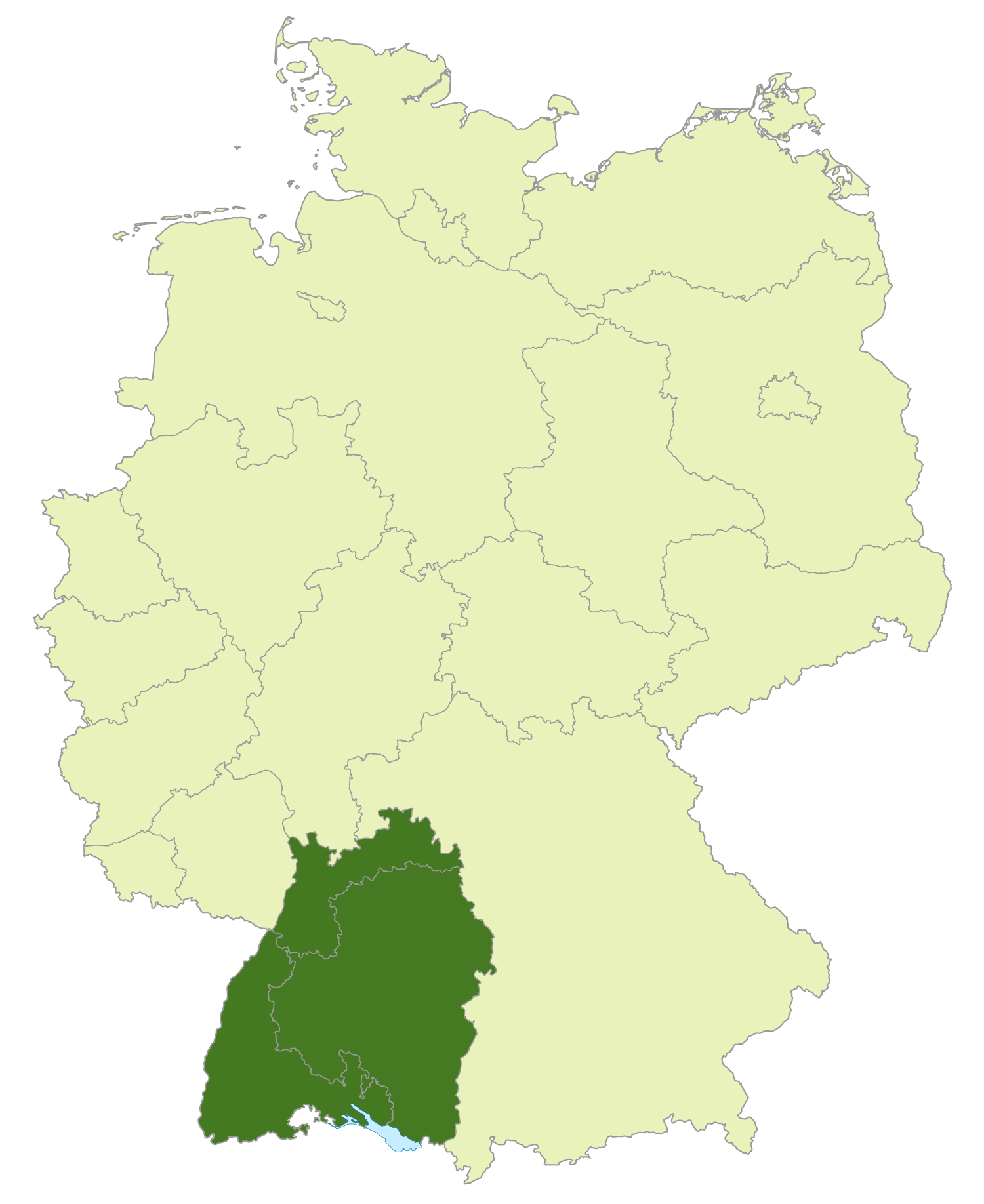
Bereich Handball-Oberliga
Baden-Württemberg

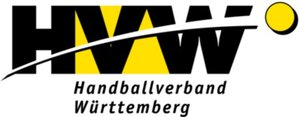
Handballverband Württemberg

### Abschlussplatzierungen
|  1. TV Bittenfeld (N)  2. SG Pforzheim/Eutingen - 3. HG Königshofen/Sachsenflur - 4. TuS Schutterwald (A) - 5. TSV Altensteig (A) - 6. TSV Neuhausen/Filder - 7. TSV Birkenau - 8. HBW Balingen-Weilstetten II - 9. TSV Bad Saulgau - 10 SV Remshalden - 11 SKV Oberstenfeld - 12 BSV Phönix Sinzheim  13. TuS Helmlingen  14 HSG Dittigheim/Tauberbischofsheim (N)  15. TuS Altenheim  16. Hockenheimer SV (A) |

(A) = Absteiger aus der Regionalliga Süd (N) = neu in der Liga (R) = Rückzug
  Meister und Aufsteiger zur Regionalliga Süd 2004/05
  Aufsteiger zur Regionalliga Süd 2004/05
- Für die Oberliga 2004/05 qualifiziert